# Magicienii din Waverly Place: Filmul
O familie de magicieni este un film artistic apărut în 2009, este o adaptare după serialul Magicienii din Waverly Place. Filmul a avut premiera pe data de 31 Octombrie 2009 pe Disney Channel. Filmările au început pe data de 15 februarie 2009 în San Juan, Puerto Rico. Premiera filmului a fost urmărită în America de 11,4 milioane de telespectatori. 

## Plot
Familia Russo, cu excepția lui Alex (Selena Gomez), care stăteau cu prietena ei cea mai bună Harper Finkle (Jennifer Stone), pregătesc o vacanță în Caraibe. Alex decide să cotrobăie în lucrurile lui Justin (David Henrie), dar este atacată de valiza lui, așa cum el plănuiese. Când tatăl lor, Jerry (David DeLuise) a coborât jos să ajute, spune din greșeală despre cartea interzisă de vrăji și cum l-a lăsat pe Justin să o împrumute. Alex vrea să se ducă la o petrecere cu Harper, dar mama sa, Theresa (Maria Canals Barrera),  îi spune că nu se poate duce deoarece ea nu a mai fost de încredere chiar și cu Harper pe lângă ea. După ce părinții ei au ieșit afară, și frații ei nu sunt în zonă, Alex pune o vrajă pe stați de metrou cu bagheta de ajutor și cartea de vrăji să devină un tren pentru a se putea duce cu Harper la petrecere, însă Alex și Harper ratează petrecerea după ce erau să fie omorâte de un metrou, dar au fost salvate de Justin,folosind o baghetă pentru un vrăjitor complet. Din această cauză, Alex este forțată să meargă cu familia ei în vacanță, lăsând baghetele acasă. Pe drum se întâlnesc cu un magician de stradă dar și un magician în formare (care a pierdut concursul pentru vrăjitori compleți din cauza fratelui său mai mare) pe nume Archie care vrea să o întoarcă pe prietena lui,Giselle dintr-un papagal înapoi în om prin găsirea Pietrei Visurilor, care are puterea să îndeplinească orice dorință sau să întoarcă orice vrajă. Jerry l-a considerat nebun deoarece mulți au fost să o caute dar niciunul nu s-a mai întors. 
Mai târziu, Alex a folosit o vrajă pe mama sa să o convingă să iasă cu un băiat, dar nu a fost destul de puternică, așa că nu a fost lăsată cu acel băiat. La nervi, Alex își dorește ca părinții ei să nu se fi întâlnit niciodată, dorința ei fiind îndeplinită deoarece ea ținea bagheta de vrăjitori compleți și cartea de vrăji în mână. Ca un rezultat, Jerry și Theresa nu își mai aminteau de Justin, Alex și Max (Jake T. Austin) sau de ei doi.
Alex, Max și Justin au încercat să ia cartea cu vrăji de la Jerry levitând-o din buzunarul lui, dar el a prins-o. Jerry avea încă puteri magice înainte să se mărite cu Theresa. Jerry are acum o atitudine liniștită. Justin îl întreabă ce s-ar întâmpla dacă un magician și-ar fi dorit ca părinții ei să nu se fi întâlnit. Jerry explică uitarea trecutului lor și apoi este tras într-un vortex al neexistenței. El spune că ar fi un miracol să repare greșeala, Justin menționând de Piatra Visurilor (La Piedra de Sueños), Jerry spunând că s-ar putea să meargă. 
După ce l-au consultat pe Jerry, Justin și Alex s-au hotărât să caute Piatra Visurilor, ghidați de Archie. Între timp, Max stă în stațiune pentru a nu-i lăsa pe părinți să se întâlnească cu alte persoane. Pe parcursul zilei, Max observă că și-a pierdut memoria.
Alex și Justin erau pe aproape să găsească Piatra Visurilor, dar Giselle a furat piatra. Copiii îi spun Theresei și lui Jerry povestea lor. Theresa nu i-a crezut deoarece ea crede că nu și-ar fi uitat copiii. În timp ce găseau o metodă să întoarcă vraja fără Piatra Visurilor, Jerry spune că dacă unul dintre copii era un vrăjitor complet, putea să spună vrajă și să o întoarcă. Când se pregăteau să înceapă concursul pentru vrăjitori compleți, Max și-a pierdut toată memoria și a fost tras într-un vortex al neexistenței. Realizând că trebuie să muncească repede, Alex și Justin sunt transportați către un teren de luptă antic, unde se va ține concursul. Jerry le explică că este permis să folosească vrăji numai care conțin patru elemente (pământ, foc, aer și apă). Câștigătorul va deveni un vrăjitor complet, iar cel care pierde nu primește nimic. 
Alex câștigă. Ea se întoarce la Justin pentru ajutor, dar Justin și-a pierdut toată memoria. Alex îi spune să nu plece, spunându-i că este fratele ei mai mare. Justin o crede și vrea să o ajute, însă a fost tras în același vortex ca Max. Alex încearcă să aplice o vrajă, dar Jerry îi spune că este prea târziu.
Între timp, Theresa se întoarce în stațiune și vede că Giselle s-a întors în forma umană cu ajutorul Pietrei Visurilor care era la gâtul ei. Archie încearcă să ia piatra de la Giselle, care spera că va rămâne la forma umană. El o întoarce înapoi în forma de papagal și îi dă piatra Theresei. Ea spera că Alex, Justin și Jerry sunt aici ca să le dea piatra. Jerry îi spune lui Alex că poate să își dorească să reapare frații ei. Ea își dorește ca lucrurile să fie așa cum au fost înainte. Ea și frații ei își amintesc ce s-a întâmplat, însă părinții lor nu. Ei toți se apropie unul de celălalt, copii știind prin tot ce au trecut, iar părinții lor observă o schimbare de atitudine. Ei merg fericiți împreună la sfârșit.

## Actori
- Selena Gomez ca Alex Russo
- David Henrie ca Justin Russo
- Jake T. Austin ca Max Russo
- Jennifer Stone ca Harper Finkle
- Maria Canals Barrera ca Theresa Russo
- David DeLuise ca Jerry Russo
- Steve Valentine ca Archie Magicianul
- Jennifer Alden ca Giselle
- Xavier Torres III ca Javier

## Apariții
| Țară / Regiune                        | Post de televiziune                                  | Premieră                                           | Titlul filmului în țară                              |
| ------------------------------------- | ---------------------------------------------------- | -------------------------------------------------- | ---------------------------------------------------- |
| Statele Unite (incluzând Puerto Rico) | Disney Channel                                       | 28 august 2009                                     | Wizards of Waverly Place: The Movie                  |
| Canada                                | Family                                               | 28 august 2009                                     | Wizards of Waverly Place: The Movie                  |
| Noua Zeelandă                         | Disney Channel Australia și Noua Zeelandă            | 19 septembrie 2009 (ca parte a of Wiz-tember 2009) | Wizards of Waverly Place: The Movie                  |
| Australia                             | Disney Channel Australia și Noua Zeelandă            | 19 septembrie 2009 (ca parte a of Wiz-tember 2009) | Wizards of Waverly Place: The Movie                  |
| India                                 | Disney Channel India                                 | 27 septembrie 2009 (ca parte a of Wiz-tember 2009) | Wizards of Waverly Place: The Movie                  |
| Marea Britanie                        | Disney Channel (Regatul Unit și Irlanda)             | 23 octombrie 2009 (ca parte a Wiz-tober 2009)      | Wizards of Waverly Place: The Movie                  |
| Irlanda                               | Disney Channel (Regatul Unit și Irlanda)             | 23 octombrie 2009 (ca parte a Wiz-tober 2009)      | Wizards of Waverly Place: The Movie                  |
| Africa De Sud                         | Disney Channel Africa De Sud                         | 31 octombrie 2009 (ca parte a Wiz-tober 2009)      | Wizards of Waverly Place: The Movie                  |
| Orietenul Mijlociu                    | Disney Channel Orientul Mijlociu                     | October 30 , 2009 (ca parte a Wiz-tober 2009)      | Wizards of Waverly Place: The Movie                  |
| Brunei                                | Disney Channel Asia                                  | 22 noiembrie 2009                                  | Wizards of Waverly Place: The Movie                  |
| Cambodgia                             | Disney Channel Asia                                  | 22 noiembrie 2009                                  | Wizards of Waverly Place: The Movie                  |
| Hong Kong                             | Disney Channel Asia                                  | 22 noiembrie 2009                                  | Wizards of Waverly Place: The Movie                  |
| Indonezia                             | Disney Channel Asia                                  | 22 noiembrie 2009                                  | Wizards of Waverly Place: The Movie                  |
| Laos                                  | Disney Channel Asia                                  | 22 noiembrie 2009                                  | Wizards of Waverly Place: The Movie                  |
| Malezia                               | Disney Channel Asia                                  | 22 noiembrie 2009                                  | Wizards of Waverly Place: The Movie                  |
| Philipine                             | Disney Channel Asia                                  | 22 noiembrie 2009                                  | Wizards of Waverly Place: The Movie                  |
| Singapore                             | Disney Channel Asia                                  | 22 noiembrie 2009                                  | Wizards of Waverly Place: The Movie                  |
| Korea De Sud                          | Disney Channel Asia                                  | 22 noiembrie 2009                                  | Wizards of Waverly Place: The Movie                  |
| Thailanda                             | Disney Channel Asia                                  | 22 noiembrie 2009                                  | Wizards of Waverly Place: The Movie                  |
| Vietnam                               | Disney Channel Asia                                  | 22 noiembrie 2009                                  | Bộ phim: Những phù thủy xứ Waverly                   |
| Turcia                                | Disney Channel Turcia                                | 31 octombrie 2009 (ca parte a Wiz-tober 2009)      |                                                      |
| America Latină                        | Disney Channel (America Latină)                      | 11 octombrie 2009 (ca parte a Abracadubre 2009)    | Los Hechiceros de Waverly Place: La Película         |
| Spania                                | Disney Channel Spania                                | 17 octombrie 2009 (ca parte a Magoctubre 2009)     | Los Magos de Waverly Place: Vacaciones en el Caribe  |
| Portugalia                            | Disney Channel Portugalia                            | 17 octombrie 2009 (ca parte a Feitiçoutubro 2009)  | Os Feiticeiros de Waverly Place: Férias nas Caraíbas |
| Brazilia                              | Disney Channel Brazilia                              | 25 octombrie 2009 (ca parte a Abracadubro 2009)    | Os Feiticeiros de Waverly Place: O Filme             |
| Franța                                | Disney Channel Franța                                | 27 octombrie 2009                                  | Les Sorciers de Waverly Place: Le Film               |
| Germania                              | Disney Channel Germania                              | 30 octombrie 2009                                  | Die Zauberer vom Waverly Place – Der Film            |
| Italia                                | Disney Channel Italia                                | 30 octombrie 2009 (ca parte a Magottobre 2009)     | I maghi di Waverly – The Movie                       |
| Polonia                               | Disney Channel Polonia                               | 31 octombrie 2009 (ca parte a Magic October 2009)  | Czarodzieje z Waverly Place – Film                   |
| Taiwan                                | Disney Channel Taiwan                                | 26 noiembrie 2009                                  |                                                      |
| Danemarca                             | Disney Channel Danemarca                             | 30 octombrie 2009                                  | Magi på Waverly Place: Filmen                        |
| Republica Cehă                        | Disney Channel (Republica Cehă, Slovacia și Ungaria) | 31 octombrie 2009 (ca parte a Varázslatos Október) | Kouzelníci z Waverly - Film                          |
| Slovacia                              | Disney Channel (Republica Cehă, Slovacia și Ungaria) | 31 octombrie 2009 (ca parte a Varázslatos Október) | Kouzelníci z Waverly - Film                          |
| Ungaria                               | Disney Channel (Republica Cehă, Slovacia și Ungaria) | 31 octombrie 2009 (ca parte a Varázslatos Október) | Varázslók a Waverly helyről - A Film                 |
| România                               | Disney Channel România                               | 31 octombrie 2009                                  | Magicienii din Waverly Place: Filmul                 |